# 海南叉蕨
海南叉蕨（学名：Tectaria hainanensis）为叉蕨科叉蕨属下的一个种。其种加词“hainanensis”意为“海南的”。
现接受名为芽胞三叉蕨（Tectaria fauriei Tagawa， 1938）。